# Groupe B du Championnat d'Europe de basket-ball 2011
Le Groupe B du Championnat d'Europe de basket-ball 2011 se déroule entre le 31 août et le 5 septembre 2011. Les matchs de ce groupe se déroulent au Šiaulių arena à Šiauliai en Lituanie.
Le groupe est composé des équipes nationales : Allemagne, France, Israël, Italie, Lettonie et Serbie. Les trois premières équipes classées sont qualifiées pour le second tour (Groupe E).

## Classement
| Groupe B (Šiauliai) |           |     |   |   |     |     |      |
|                     | Équipe    | Pts | G | P | PP  | PC  | Diff |
| 1                   | France    | 10  | 5 | 0 | 438 | 391 | +47  |
| 2                   | Serbie    | 9   | 4 | 1 | 432 | 386 | +46  |
| 3                   | Allemagne | 8   | 3 | 2 | 377 | 357 | +20  |
| 4                   | Israël    | 7   | 2 | 3 | 399 | 448 | -49  |
| 5                   | Italie    | 6   | 1 | 4 | 380 | 405 | -25  |
| 6                   | Lettonie  | 5   | 0 | 5 | 385 | 424 | -39  |